# Pruszków

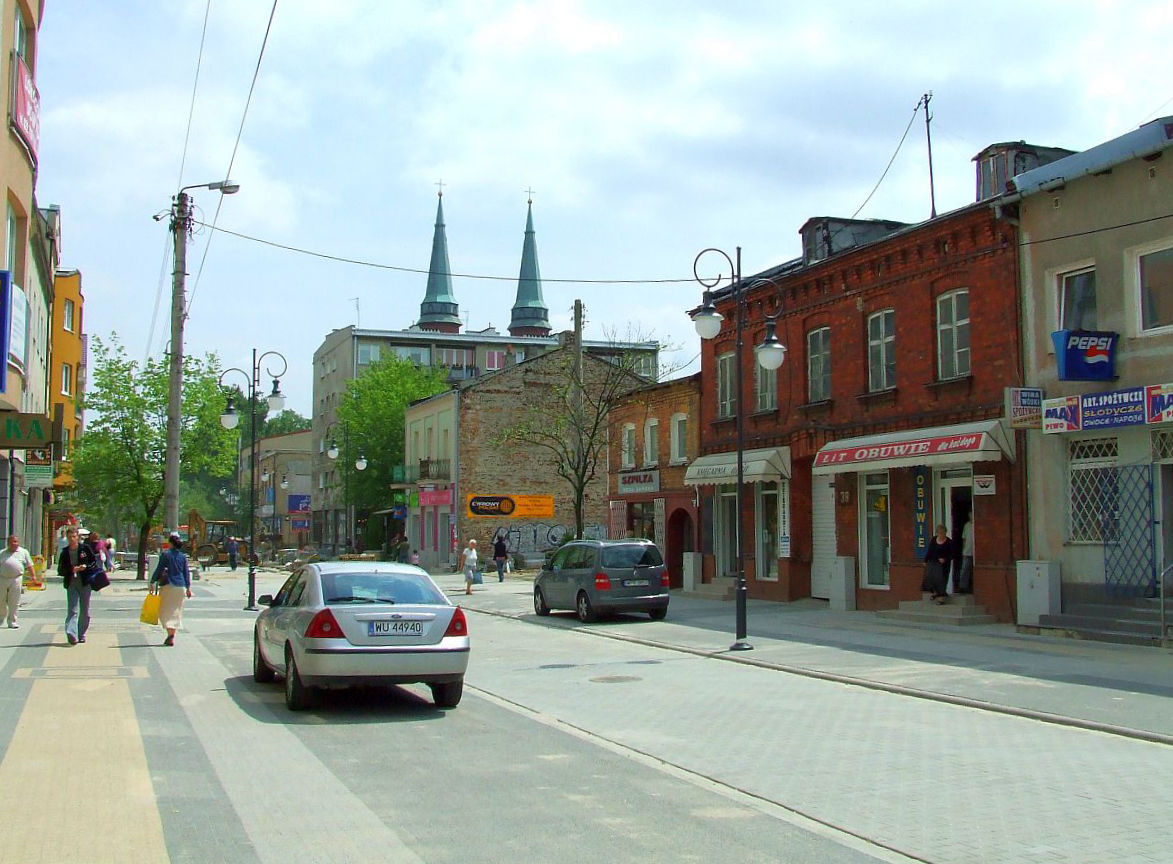
Stadtbild von Pruszków

Pruszków [ˈpruʃkuf] ist eine Stadt in Polen in der Woiwodschaft Masowien.

## Geografische Lage
Die Stadt liegt nur wenige Kilometer südwestlich der polnischen Landeshauptstadt Warschau.

## Geschichte
Die erste Erwähnung der Siedlung Pruszków stammt aus dem Jahr 1456, als Świętosław aus der Familie der Pierzchałów den Ort vom Masowschen Herzog Janusz I. erhielt. Der älteste Teil der heutigen Stadt ist aber der Ortsteil Żbików. In Żbików gab es bereits 1236 ein katholisches Pfarramt des Bistums Posen.
1795 während der Dritten Teilung Polens wurde Pruszków Teil Preußens. 1807 wurde es Teil des neu geschaffenen Herzogtums Warschau und 1815 Teil Kongresspolens. 1845 wird die Stadt an das Schienennetz angeschlossen und erhält damit Verbindung nach Warschau und Wien. Dies bedeutete für die Stadt einen wirtschaftlichen Aufschwung. Vor allem die Schwerindustrie wurde zu einem wichtigen Wachstumsfaktor.
Am 9. November 1916 erhielt der Ort dann das Stadtrecht und Żbików wurde der Stadt angegliedert. Nach dem Ersten Weltkrieg wurde die Stadt Teil Polens. Mit Ausbruch des Zweiten Weltkrieges wurde sie von der Wehrmacht besetzt und es wurde ein Ghetto errichtet.
Während des Warschauer Aufstandes im August 1944 wurde in der Stadt das Durchgangslager 121 eingerichtet, das Vertriebene aus Warschau aufnahm. Vom 6. August 1944 bis zum 10. November 1944 wurden hier 650.000 Menschen, davon 550.000 aus Warschau festgehalten. Viele von ihnen wurden in Konzentrationslager verschleppt. Am 17. Januar 1945 endete die Besetzung durch das Dritte Reich.
Von 1975 bis 1998 gehörte die Gemeinde zur Woiwodschaft Warschau.
Von 2009 bis 2014 wurde in Pruszków das Elektroauto Sam produziert.

## Politik

### Stadtpräsident
An der Spitze der Verwaltung steht der Stadtpräsident. Seit 2006 war dies Jan Starzyński, der für das Wahlkomitee „Lokale Vereinigung Pruszków“ antriat. Er unterlag 2018 Paweł Makuch, der jedoch bereits 2024 seinerseits von Piotr Bąk (PO) abgelöst wurde. Die turnusmäßige Wahl im April 2024 brachte folgendes Ergebnis:
- Paweł Makuch (Wahlkomitee „Präsident Paweł Makuch“) 25,2 % der Stimmen
- Piotr Bąk (Koalicja Obywatelska) 24,0 % der Stimmen
- Michał Landowski (Wahlkomitee „Masowische Lokale Verwaltungsgemeinschaft“) 23,8 % der Stimmen
- Maksym Gołoś (Wahlkomitee „Maksym Gołoś – Einwohnerinitiative“) 10,4 % der Stimmen
- Przemysław Sieciński (Prawo i Sprawiedliwość) 9,8 % der Stimmen
- Arkadiusz Gębusz (Wahlkomitee „Pruszków – Gemeinwohl“) 6,8 % der Stimmen

In der damit notwendigen Stichwahl setzte sich mit Piotr Bąk der Zweitplatzierte des ersten Wahlgangs knapp mit 51,3 % der Stimmen gegen Amtsinhaber Paweł Makuch, der aber als einziger Vertreter seines Wahlkomitees in den Stadtrat gewählt wurde, durch und wurde neuer Stadtpräsident.
Die turnusmäßige Wahl im Oktober 2018 brachte folgendes Ergebnis:
- Jan Starzyński (Wahlkomitee „Lokale Vereinigung Pruszków“) 39,4 % der Stimmen
- Paweł Makuch (Wahlkomitee „Wir entwickeln Pruszków zusammen“) 26,1 % der Stimmen
- Konrad Sipiera (Prawo i Sprawiedliwość) 18,9 % der Stimmen
- Piotr Bąk (Koalicja Obywatelska) 11,3 % der Stimmen
- Robert Bąkiewicz (Wahlkomitee „National-Patriotische Vereinigung Pruszków“) 4,4 % der Stimmen

In der damit notwendigen Stichwahl setzte sich mit Paweł Makuch der Zweitplatzierte des ersten Wahlgangs knapp mit 51,1 % der Stimmen gegen Amtsinhaber Jan Starzyński durch und wurde so neuer Stadtpräsident.

### Stadtrat
Der Stadtrat von Pruszków besteht aus 23 Mitgliedern. Die Wahl 2018 führte zu folgendem Ergebnis:
- Koalicja Obywatelska (KO) 34,7 % der Stimmen, 11 Sitze
- Prawo i Sprawiedliwość (PiS) 19,0 % der Stimmen, 4 Sitze
- Wahlkomitee „Masowische Lokale Verwaltungsgemeinschaft“ 17,9 % der Stimmen, 5 Sitze
- Wahlkomitee „Pruszków – Gemeinwohl“ 10,0 % der Stimmen, 1 Sitz
- Wahlkomitee „Präsident Paweł Makuch“ 9,9 % der Stimmen, 1 Sitz
- Wahlkomitee „Maksym Gołoś – Einwohnerinitiative“ 7,5 % der Stimmen, 1 Sitz
- Übrige 1,1 % der Stimmen, kein Sitz

Die Wahl 2018 führte zu folgendem Ergebnis:
- Wahlkomitee „Lokale Vereinigung Pruszków“ 32,4 % der Stimmen, 8 Sitze
- Prawo i Sprawiedliwość (PiS) 24,7 % der Stimmen, 6 Sitze
- Koalicja Obywatelska (KO) 24,3 % der Stimmen, 4 Sitze
- Wahlkomitee „Wir entwickeln Pruszków zusammen“ 14,9 % der Stimmen, 4 Sitze
- Wahlkomitee „National-Patriotische Vereinigung Pruszków“ 3,8 % der Stimmen, kein Sitz

## Bauwerke
Der 256 Meter hohe Kamin des einstigen Kraftwerks Pruszków II, der heute als Funkturm genutzt wird, ist weithin sichtbar.

## Sport
2008 wurde in Pruszków das Velodrom BGŻ Arena eröffnet, die einzige Hallenradrennbahn in Polen. Im Eröffnungsjahr wurden dort die Bahn-Europameisterschaften für Junioren und U23-Sportler ausgetragen, 2009 die Bahn-Weltmeisterschaften sowie 2010 die Bahn-Europameisterschaften der Elite.

## Kriminalität
Die größte Gruppe im Bereich der organisierten Kriminalität bildete die sogenannte „Pruszków-Mafia“ oder „Pruszków-Gruppe“, welche die größte ihrer Art in ganz Polen war. Die Bande besaß internationale Kontakte zu anderen kriminellen Organisationen und ebenso in höchste Kreise der polnischen Politik, Wirtschaft und Gesellschaft. Das Tätigkeitsfeld der „Pruszków-Mafia“ umfasste hauptsächlich Drogenkriminalität, aber auch Autodiebstähle, Schutzgelderpressung und Raubüberfälle. Die polnische Fernsehserie Die Umgekehrten von 2007 hat die „Pruszków-Mafia“ zum Thema; ebenso taucht eine ähnliche Gruppe in der fünften Folge der ersten Staffel (Titel: Familiäres Druckmittel) der US-Serie Person of Interest auf. Dokumentarisch befasst sich die fünfte Episode (Titel: Die Pruzkow-Mafia) der Dokureihe Der Gangster-Kodex mit der Bande.

## Einwohnerentwicklung
| Jahr          | 19. Jh. | 1939   | 2000   | 2005   |
| ------------- | ------- | ------ | ------ | ------ |
| Einwohnerzahl | 1.709   | 29.000 | 53.427 | 54.968 |

## Söhne und Töchter der Stadt
- Janusz Zarzycki (1914–1995), Politiker
- Leszek Kubicki (* 1930), Jurist, Professor, Richter, Chefredakteur, Justizminister, Generalstaatsanwalt
- Jacek Gmoch (* 1939), Fußballspieler und Trainer
- Jacek Wesołowski (* 1943), Künstler, Kunst- und Literaturwissenschaftler
- Stanisław Tymiński (* 1948), Geschäftsmann
- Leszek Cichy (* 1951), Bergsteiger
- Tomasz Piątek (* 1974), Schriftsteller und Publizist
- Maciej Terlecki (* 1977), Fußballspieler
- Radosław Majewski (* 1986), Fußballspieler
- Dominika Grabowska (* 1998), Fußballspielerin
- Paulina Petri (* 2000), Bahnradsportlerin